# 디스트

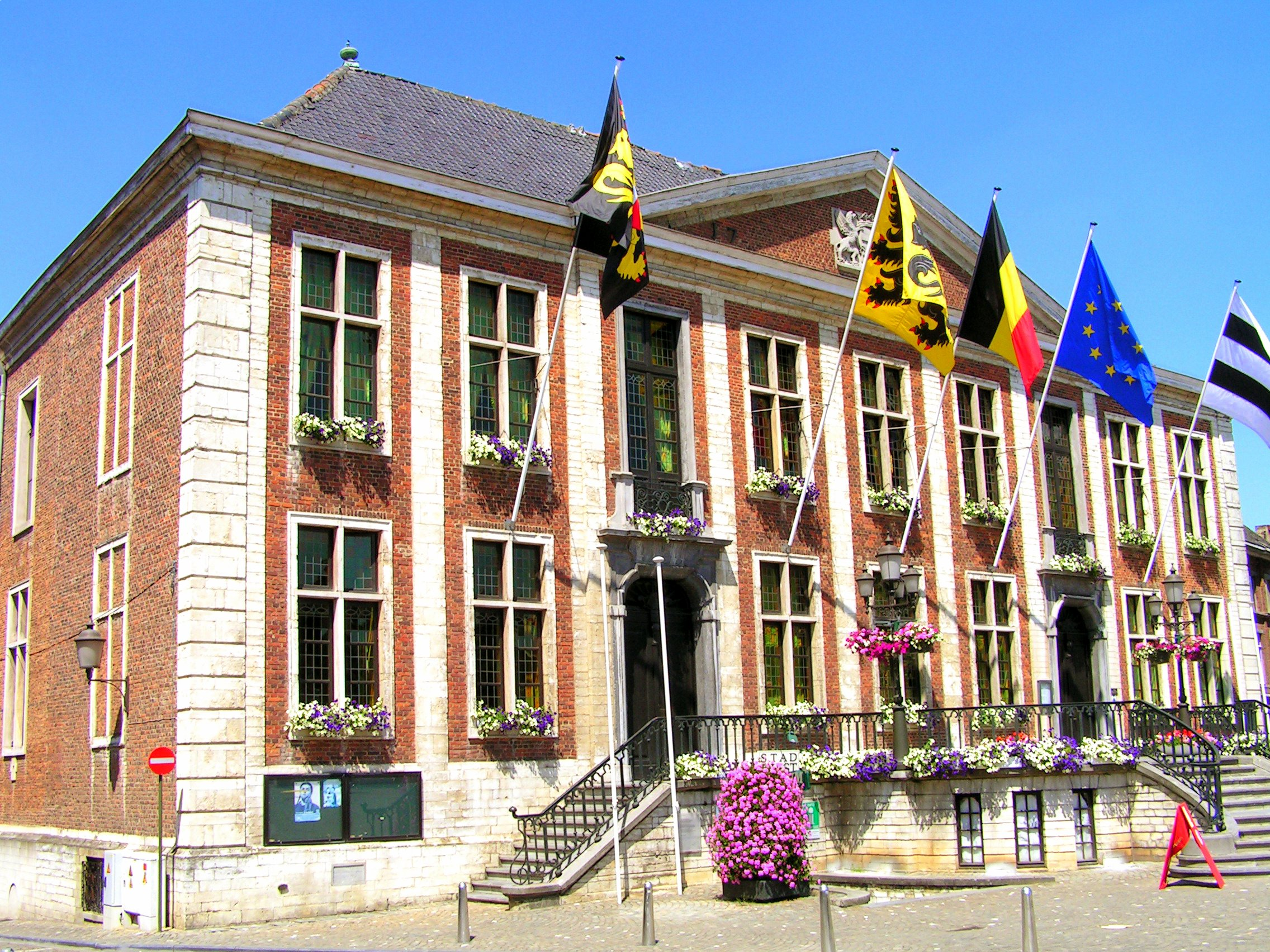
디스트 시청

디스트(네덜란드어: Diest)는 벨기에 플랑드르 지역 플람스브라반트주에 위치한 도시로 면적은 58.20km2, 인구는 23,538명(2016년 1월 1일 기준), 인구 밀도는 400명/km2이다.

시기
시 문장